# Scincella badenensis
Scincella badenensis — вид сцинкоподібних ящірок родини сцинкових (Scincidae). Ендемік В'єтнаму. Описаний у 2019 році.

## Поширення і екологія
Scincella badenensis відомі з типової місцевості, розташованої на горі Чорної Діви у в'єтнамській провінції Тейнінь на півдні країни. Вони живуть серед скель і опалого листя, на висоті від 74 до 810 м над рівнем моря.